# 日日の背信
『日日の背信』（にちにちのはいしん）は、丹羽文雄による小説、及びそれを原作とした映画・ドラマ化作品である。

## 概要
1956年5月14日から1957年3月12日まで、毎日新聞朝刊に301回に亘り、掲載された新聞連載小説。
1957年、毎日新聞社から単行本として刊行され、翌年に新潮文庫化。

## あらすじ
経済雑誌を発行している出版会社「経済と事業」社の社長である主人公：土居広之には、約2年間病床にある妻：土居知子がおり、これまでは浮気もせずに彼女のことを愛していたが、東京から車で東海道を通って2時間余のところにある、桜と孟宗竹と杉の木立に囲まれた湯河原の温泉宿でふとした行きずりに屋代幾子と出会う。
幾子は未亡人となって満州から日本に引揚げてきたが、生活苦になり、苦境を銀座にある宝石貴金属商店・春日堂の社長：六角庫吉に救われて、今は彼の妾になっている。広之は病身の妻を愛しているとはいえ、日陰の人生に愛情を求めて足掻く情熱の女・幾子と出会ったことで、これまで無意識であった大人の男として奥底に潜んでいた愛の欲望ゆえに、彼女との恋愛に身を焦がす様になる。こうして広之の妻・知子に対する「日日の背信」が始まった...。

## 映画
1958年2月16日公開。松竹（大船撮影所）配給。

### キャスト
- 土居広之：佐田啓二
- 土居知子：桂木洋子
- 屋代幾子：岡田茉莉子
- 六角庫吉：伊藤雄之助
- 植田信一：小林きよし
- 知子の母・つね代：浦辺粂子
- 六角たか：沢村貞子
- 宮川すが子：小林トシ子
- 岸徳太郎：内藤武敏
- 知子の兄・重蔵：三井弘次
- バーのマダム：桜むつ子
- 山の宿の女中：水上令子
- 煙草店の女店員・まり子: 川口のぶ
- 煙草店の女店員：山田百合子
- 煙草店の女店員：町田祥子
- 警官：高木信夫
- 六角の女：大津絢子
- 春日堂の女中：谷よしの

### スタッフ
- 監督：中村登
- 製作：深沢猛
- 脚色：斎藤良輔
- 撮影：長岡博之
- 音楽：黛敏郎
- 美術：熊谷正雄
- 編集：浜村義康
- 録音：大村三郎
- 照明：小泉喜代司
- スチル：堺謙一

## テレビドラマ

### 1960年版
1960年7月4日 - 9月26日にフジテレビにて放送された。放送時間は毎週月曜13:00 - 13:30。全13回。高視聴率を獲得し、昼メロ全盛への嚆矢となった。
主役は新東宝の池内淳子と、NHKの『事件記者』で人気のあった原保美。制作費は当時としては破格の80万円くらいだった。週1回の30分番組で平日午後の放送であるため、放送前、フジ社内では不安視する声も聞かれたが、電化時代で余暇のできた主婦層を釘付けにして、視聴率もアッという間に25%と跳ね上がった。
岡田太郎演出は、とかく引き画の多かった劇映画に比べて、小画面を生かしたアップの映像をふんだんに使っていて、彼はこれで「アップの太郎」の異名をとった。前年に岡田が演出した芸術祭参加作品『この情報を買ってくれ』（作・石原慎太郎）は、三橋達也と淡路恵子のキスシーンに非難が殺到していた。しかし、岡田は大胆な濡れ場演出を敢行し、茶の間の主婦もその背信と愛欲の苦悩に胸をときめかせた。そしてこの岡田演出の技法は、その後のテレビドラマの演出に大きな影響を与え、『日日の背信』は、よろめきドラマというあだ名をつけられた。
新東宝で清純派といわれてきた池内は、その後、この時間枠で『飢える魂』、『波の塔』、『夜の見た炎』に連続出演して「よろめき女優」と呼ばれたが、一躍テレビスターとなって、のちにはホームドラマでも活躍した。

#### キャスト
- 屋代幾子：池内淳子
- 土居広之：原保美
- 土居知子：喜多道枝
- 六角庫吉：若宮忠三郎
- 稲野和子
- 臼井正明
- 山岸美代子
- ナレーター：矢島正明

#### スタッフ
- 演出：岡田太郎
- 脚本：浅川清道
- 音楽：宮内国郎

| フジテレビ 月曜13時台前半枠 | フジテレビ 月曜13時台前半枠 | フジテレビ 月曜13時台前半枠 |
| 前番組                      | 番組名                      | 次番組                      |
| --------------------------- | --------------------------- | --------------------------- |
| 月曜座談会                  | 日日の背信 （1960年版）     | 飢える魂                    |

### 1967年版
1967年1月30日 - 4月28日に東海テレビ制作の15分昼ドラマ枠にて放送された。全65回。白黒作品。

#### キャスト
- 屋代幾子：朝丘雪路
- 土居広之：安井昌二
- 土居知子：稲垣美穂子
- 六角庫吉：山茶花究
- 風見章子
- 富田浩太郎
- 都築克子
- 新間正次
- 伊藤友乃
- 内田藍子

#### スタッフ
- 演出：大西博彦
- 脚本：砂田量爾
- 音楽：山下毅雄